# هوانغ جياجون
هوانغ جياجون هو لاعب كرة قدم صيني في مركز الدفاع، ولد في 19 أغسطس 1995 في شنجن في الصين. لعب مع أورينتال دي لشبونة ‏.

## وصلات خارجية
- هوانغ جياجون على موقع قاعدة بيانات كرة القدم.إي يو (الإنجليزية)
- هوانغ جياجون على موقع Soccerway.com (الإنجليزية)
- هوانغ جياجون على موقع عالم كرة القدم.نت (الإنجليزية)